# Sphaerodactylus sommeri
Sphaerodactylus sommeri este o specie de șopârle din genul Sphaerodactylus, familia Gekkonidae, descrisă de Graham 1981. Conform Catalogue of Life specia Sphaerodactylus sommeri nu are subspecii cunoscute.